# Institut supérieur de gestion
Das Institut Supérieur de Gestion (kurz ISG) ist eine Wirtschaftshochschule mit Sitz im 16. Arrondissement in Paris. Sie zählt zu den französischen Elitehochschulen und wurde 1907 in Paris von Pierre-Alexandre Dumas, Jack Forget, Philippe Blime, Bertrand Bruhle, Rémy Charpentier und Pierre Lemonnier gegründet. Die Universität ist auf den Bereich Wirtschaftswissenschaften spezialisiert. Die Unterrichtssprache ist teilweise Englisch und Französisch. Durch den multinationalen Charakter der Hochschule werden die Studenten angehalten, ihre Ausbildung in Frankreich, den USA sowie in Japan abzurunden. Hierfür unterhält das ISG eigene Ableger (Campus) in New York City und in Tokio. Die Universität ist IACBE akkreditiert und ist Mitglied im ACBSP, der EFMD, AACSB, der AmCham4, sowie der Konferenz Grandes Ecoles.

## Studiengänge
- Bachelor-of-Business-Administration-Studiengänge
- ISG Grande Ecole Grade de Master 3 (franz. Master-Studiengang)
- ISG Master of Business Administration

## Bekannte ehemalige Studenten (alphab.)
- François Baroin (* 1965), Politiker
- Emmanuel Besnier (* 1970), Unternehmer
- Jean-François Decaux (* 1959), Unternehmer
- Martin Fayulu (* 1956), Politiker
- Anne-Sophie Pic (* 1969), Köchin